# آلبر روست
آلبر روست (فرانسوی: Albert Rust‎؛ زادهٔ ۱۰ اکتبر ۱۹۵۳) بازیکن سابق و مربی فوتبال اهل فرانسه است.
از باشگاه‌هایی که در آن بازی کرده‌است می‌توان به باشگاه فوتبال مون‌پلیه، باشگاه فوتبال سوشو و باشگاه فوتبال موناکو اشاره کرد.